# Decorum

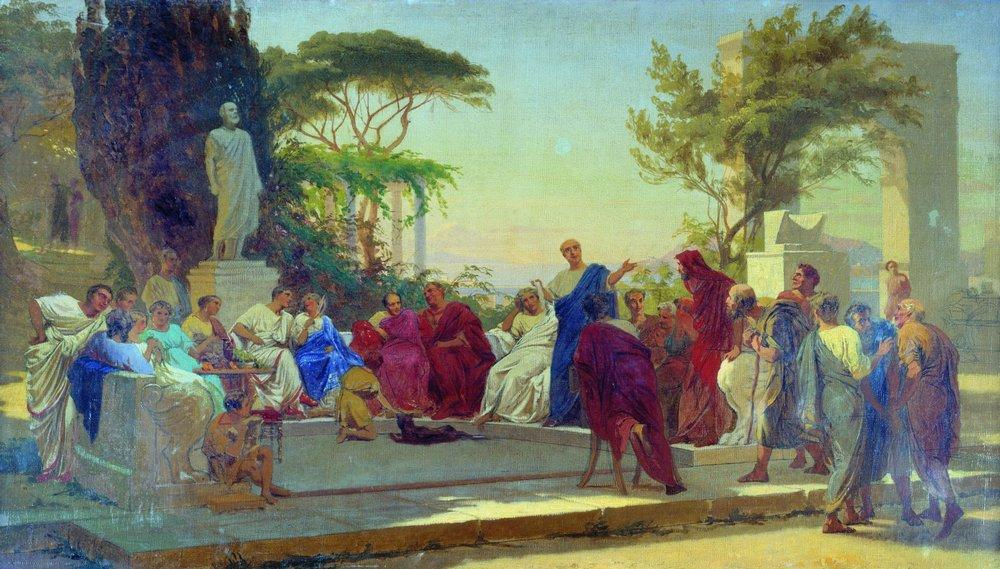
Lettura di poesie di Orazio, uno dei primi sostenitori del decorum. Dipinto di Fëdor Andreevič Bronnikov

Decorum (dal latino "decoro, proprietà") è un principio della retorica classica, nella teoria della poesia e del teatro circa l'idoneità o meno di uno stile in un soggetto teatrale. Il concetto di decoro viene applicato anche ai limiti prescritti di comportamento sociale adeguato all'interno di situazioni date.

## In retorica e poetica
In retorica classica e teoria poetica, il decoro designa l'opportunità di stile in un soggetto. Sia Aristotele (in  Poetica) che Orazio (in  Ars Poetica) discussero dell'importanza dello stile appropriato nella poesia epica, nella tragedia, nella commedia ecc. Orazio disse: "Un soggetto comico non è suscettibile di trattamento in uno stile tragico, e allo stesso modo il banchetto di Tieste non può essere descritto nelle tensioni della vita quotidiana o in ciò che si avvicina al tono della commedia. Ognuno di questi stili deve essere tenuto nel ruolo ad esso correttamente assegnato."
I retori ellenistici e latini dividevano lo stile in: alto stile, stile centrale e normale; alcuni tipi di vocabolario e di linguaggio erano ritenuti opportuni per ogni livello stilistico. Una discussione di questa divisione di stili è stata definita nella Rhetorica ad Herennium dello pseudo-Cicerone. Modellato sui tre libri di Virgilio (Bucoliche, Georgiche e Eneide), i teorici dell'antichità, del Medioevo e del Rinascimento spesso legarono ogni stile ad uno specifico genere:  epico (alto stile), didattico (stile centrale) e pastorale (stile normale). Nel Medioevo, questo concetto venne chiamato ruota di Virgilio. Per i puristi stilistici, la mescolanza di stili all'interno di un lavoro era ritenuta inopportuna, e un uso coerente dello stile alto era obbligatorio nell'epica. Tuttavia, la diversità stilistica era stato un marchio di garanzia dell'epica classica (come si vede nell'inserimento di scene comiche e/o erotiche nelle epiche di Virgilio o di Omero).
La poesia, forse più di ogni altra forma letteraria, usava, di solito, parole o frasi che non erano usuali nella conversazione ordinaria, caratterizzate come dizione poetica.
Con l'arrivo del cristianesimo, i concetti di decoro vennero legati alla dicotomia sacro-profano in un modo diverso da quello delle precedenti religioni classiche. Anche se nel Medioevo i soggetti religiosi erano spesso trattati con ampia umorismo in uno stile "basso", in particolare nel dramma medievale, la chiesa sorvegliava attentamente e continuamente il trattamento in più forme d'arte, insistendo su un coerente "alto stile". Con il Rinascimento, il ritorno alla mitologia greca e romana, miscelato con i principii cristiani, venne considerato cadere sotto il titolo di decoro, così come la crescente abitudine, nel campo dell'arte, di mescolare soggetti religiosi con la vivace pittura di genere o la ritrattistica alla moda. Il Concilio di Trento, nella sua riforma dell'arte, proibì, tra le altre cose, la mancanza di decoro nell'arte religiosa.
Il concetto di decorum, sempre più percepito come inibitore e mortificante, venne aggressivamente attaccato e destrutturato dagli scrittori del  movimento modernista, con il risultato che le aspettative dei lettori non erano più sulla base del decoro, e di conseguenza le violazioni di decoro che erano alla base dello spirito eroicomico della letteratura burlesque e anche di un senso di bathos, vennero offuscati nel lettore del XX secolo.

## Nel teatro
Nell'Europa continentale sorsero dei dibattiti sul teatro, nel Rinascimento e nel post-rinascimento, relativi al decoro e all'appropriatezza di certe azioni o eventi. Nella loro emulazione di modelli classici e delle opere teoriche di Aristotele e Orazio (compresa la nozione delle "tre unità"), alcuni soggetti vennero ritenuti più adatti alla narrazione. Nella  Ars poetica, il poeta (oltre a parlare di vocabolario e dizioni appropriate, come discusso in precedenza) consigliò i drammaturghi di rispettare il decoro, evitando la rappresentazione, in teatro, di scene che avrebbero potuto scioccare il pubblico per la loro natura crudele o incredibile: "Ma tu non porterai sulle scene qualcosa che non dovrebbe correttamente svolgersi su di esse, e lascia fuori dalla vista molti episodi che dovranno essere descritti più avanti da un eloquente narratore. Medea non deve macellare i suoi figli, in presenza del pubblico, né la mostruosa Atreo cucinare il suo piatto di carne umana in vista di esso, né Procne essere trasformato in uccello, né Cadmo in un serpente. Distoglierò gli occhi con disgusto da qualsiasi cosa di questo genere che mi farai vedere."
In Italia, nel corso del Rinascimento, si svolsero importanti dibattiti, sul decoro nel teatro, in seguito alla tragedia Canace di Sperone Speroni (che raffigurava l'incesto tra un fratello e una sorella) e Orbecche di Giovanni Battista Giraldi (che include un parricidio e scene crudeli di vendetta). Nella Francia del XVII secolo, la nozione di decoro (les bienséances) fu una componente chiave del classicismo francese sia in teatro che nel romanzo (vedi letteratura francese del XVII secolo), ma anche nelle arti visuali - vedi gerarchia dei generi.

## Decorum sociale
Il decoro sociale prevedeva un comportamento sociale di correttezza, e quindi legato alle nozioni di galateo e buone maniere.
I precetti del decoro sociale come noi li intendiamo, della conservazione della decenza esterna, sono stati consapevolmente fissati da  Lord Chesterfield, che era alla ricerca di una traduzione di Les moeurs  : "Le buone maniere sono troppo poco, la morale è troppo". Il termine decoro sopravvive, in forma gravemente ridotta rispetto a Chesterfield, come elemento del galateo: i limiti prescritti del comportamento sociale adeguato all'interno di una certa situazione. L'uso di questa parola in questo senso risale al XVI secolo, e stabilisce i limiti nel dramma e nella letteratura, utilizzati da Roger Ascham, in The Scholemaster (1570) e ripresi da Malvolio ne La dodicesima notte: "I miei maestri, sei pazzo o che cosa sei? non hai spirito, maniere né onestà, ma borbotti come un pensatore in questa notte? ... non c'è il rispetto per persone, né per luogo e il tempo in te?"
IL luogo del decorum nelle aule di giustizia, relativo al tipo di argomento che può essere trattato, rimane pertinente: il decorum dell'argomento fu un costante problema durante la discussione del processo di assassinio di O. J. Simpson.
Durante le conferenze del Model United Nations, il presidente potrebbe annunciare, "delegati Decorum!" se i delegati non aderiscono alla procedura parlamentare dettata dalle regole. Questo accade spesso, se un delegato parla fuori turno o se la delegazione è dirompente.